# Renăscut din cenușă
Renăscut din cenușă (în original, Cinderella Man) este un film american produs în anul 2005, inspirat din povestea reală a boxerului James Braddock.

## Distribuție
- Russell Crowe - James J. Braddock
- Renée Zellweger - Mae Braddock
- Paul Giamatti - Joe Gould
- Bruce McGill - James Johnston
- Craig Bierko - Max Baer
- Paddy Considine - Mike Wilson
- David Huband - Ford Bond
- Connor Price - Jay Braddock
- Ariel Waller - Rosemarie "Rosy" Braddock
- Patrick Louis - Howard Braddock
- Rosemarie DeWitt - Sara Wilson
- Linda Kash - Mrs. Gould
- Nicholas Campbell - Sporty Lewis
- Gene Pyrz - Jake
- Chuck Shamata - Father Roddick
- Ron Canada - Joe Jeanette
- Alicia Johnston - Alice
- Troy Ross - John Henry Lewis
- Mark Simmons - Art Lasky
- Art Binkowski - Corn Griffin
- David Litzinger - Abe Feldman
- Matthew G. Taylor - Primo Carnera
- Rance Howard - Announcer Al Fazin
- Robert Norman Smith - reporter
- Angelo Dundee - boxing trainer